# Maurizio Carnino
Maurizio Carnino (n. 7 martie 1975, Torino, Italia) este un sportiv ce a reprezentat Italia, medaliat olimpic. A participat la 4 ediții ale Jocurilor Olimpice (1994, 1998, 2002, 2006) în care a câștigat o medalie de aur și o medalie de argint.